# ديرك كويت
ديرك كويت (بالهولندية: Dirk Kuijt)، من مواليد 22 يوليو 1980 في كاتفايك في هولندا، لاعب كرة قدم هولندي.
بدأ مسيرته الكروية مع نادي أوتريخت في عام 1998، ولعب معهم حتى عام 2003، وشارك معهم في 160 مباراة وسجل 51 هدف، وفي عام 2003 انتقل إلى نادي فيينورد روتردام، ولعب معهم حتى عام 2006، وشارك معهم في 101 مباراة وسجل 71 هدف، وفي عام 2006 انتقل إلى ليفربول الإنجليزي لمدة 6 سنوات وفي عام 2012 انتقل إلىفنربخشه حتى عام 2015 حيث عاد إلى فيينورد روتردام . و قد بدأ باللعب مع منتخب هولندا لكرة القدم في عام 2004.

## روابط خارجية
- ديرك كويت على موقع IMDb (الإنجليزية)

- ديرك كويت على موقع الاتحاد الدولي (مؤرشف)  (الإنجليزية)
- ديرك كويت على موقع الاتحاد الأوربي (الإنجليزية)
- ديرك كويت على موقع اتحاد تركيا (لاعب) (الإنجليزية)
- ديرك كويت على موقع إي إس بي إن إف سي (الإنجليزية)
- ديرك كويت على موقع قاعدة بيانات كرة القدم.إي يو (الإنجليزية)
- ديرك كويت على موقع بيانات كرة القدم. دي إي (الألمانية)
- ديرك كويت على موقع ليكيب (الفرنسية)
- ديرك كويت على موقع ناشيونال فوتبول تيمز (الإنجليزية)
- ديرك كويت على موقع Soccerbase.com (لاعب) (الإنجليزية)
- ديرك كويت على موقع Soccerway.com (الإنجليزية)